# Стратфорд Редклиф
Стратфорд Канинг, виконт Стратфорд де Редклиф е британски дипломат, дълго време посланик на Обединеното кралство при Високата порта. Оказва влияние върху същността на британската концепция в Берлинския договор. Член на Тайния съвет на краля, удостоен с Орден на жартиерата, Орден на банята.
Произхожда от семейство на ирландски търговец в Лондон, братовчед е на министър-председателя Джордж Канинг, с когото израстват заедно. Получава образованието си в Итън и Кингс Колидж, Кеймбридж.

## Дипломатически път
- 1809 – 1814 секретар на посолството в Цариград.
- 1814 – 1819 посланик в Базел и Цюрих
- 1819 – 1823 посланик във Вашингтон
- 1825 – 1827 посланик в Цариград.
- 1828 – 1831 посланик в Гърция
- 1831 – 1832 посланик Цариград
- 1833 – 1834 посланик Мадрид
- 1842 – 1857 посланик Цариград